# 楔斑雀鯛
楔斑雀鯛（學名：Pomacentrus opisthostigma），是輻鰭魚綱鱸形目雀鯛科雀鯛屬的其中一種，分布於中西太平洋巴布亞新幾內亞及菲律賓海域，深度6至16公尺，體長可達6.5公分，棲息在近海珊瑚礁，以浮游生物為食，繁殖期時成對出現，雄魚會守護卵直到孵化，生活習性不明。